# II. Abbász perzsa sah

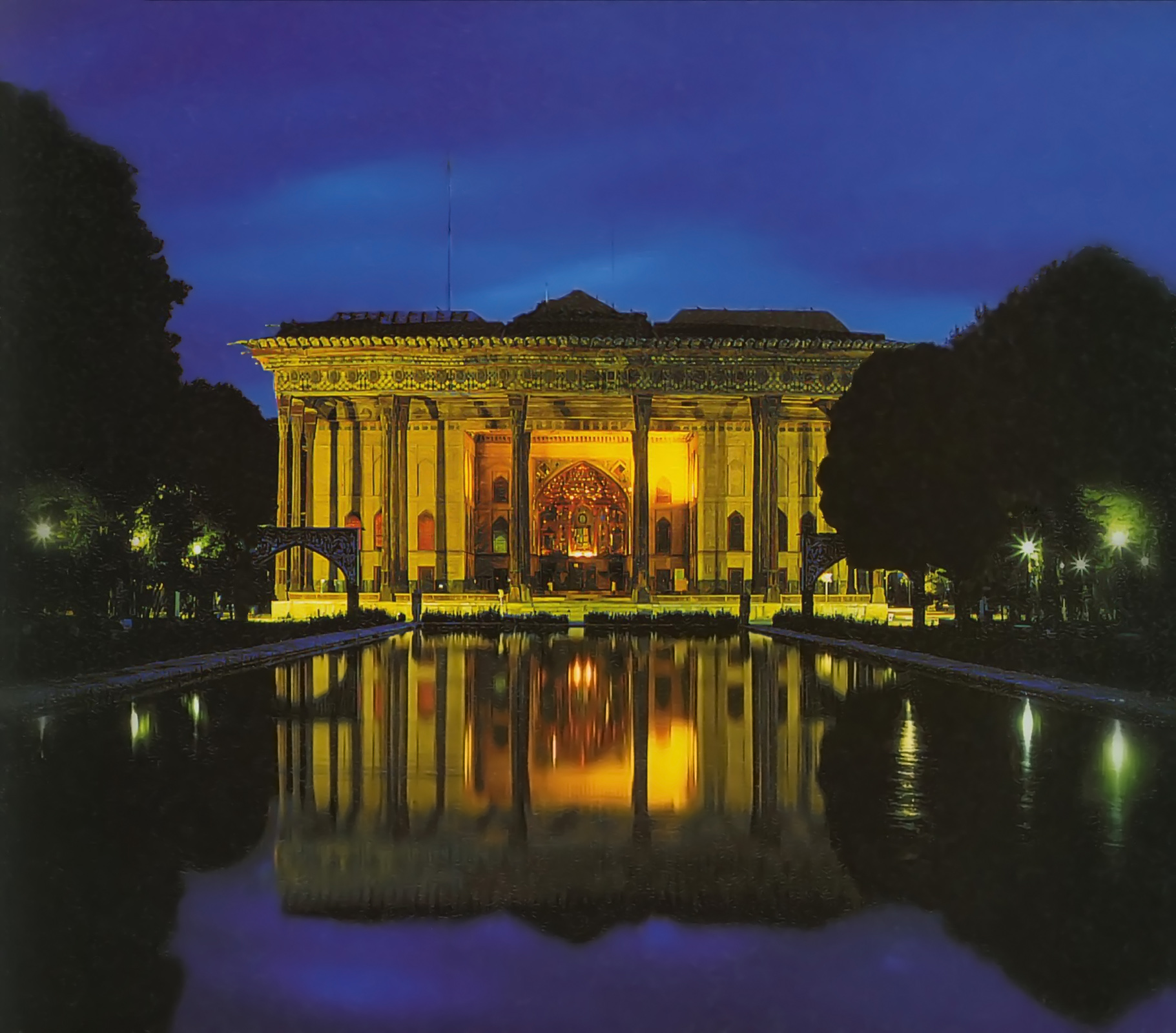
A Csehel Szotun palota éjszaka

II. Abbász (Iszfahán vagy Gazvin, 1632. december 31./1633. január 17. – Dámgán környéke, 1666. október 26.) I. Szafi fia, Perzsia sahja (uralkodott 1642. május 12-étől haláláig), a Szafavida-dinasztia tagja volt.

## Élete
Édesapja 1642. május 12-én halt meg Kásánban a túl sok ivástól, így a kilencéves II. Abbász örökölte a trónt. Koronázására ugyanitt került sor május 16-án. Négy, még életben levő fivérét a biztonság kedvéért megvakították. Uralma alatt hosszú idő után Perzsiának nem kellett az Oszmán Birodalom támadásával megbirkóznia, sőt terjeszkednie is sikerült: 1648-1649 között elragadta Kandahárt az indiai Mogul Birodalomtól, sőt azt is elérte, hogy Sáh Dzsahán több dekkáni vazallusa megtagadta a hűséget korábbi urától, és a perzsa uralkodó nevében veretett pénzt. Flottája 1650-ben a portugál hajóhadra mért vereséget, így az egész Perzsa-öböl felett átvehette az ellenőrzést. 1651 és 1654 között csapást mért a frissen kiépített dagesztáni orosz helyőrségekre, így a Kaukázus is perzsa befolyás alatt maradt.
Belpolitikájában folytatta elődei azon törekvését, hogy minél több állami földterületet olvasszon a koronabirtok-komplexumba (hássza), és hogy a tartományi önigazgatást letörve központi irányítás alá vegye egész országát. II. Abbász nevéhez Mázandarán, Jazd, Kazvin és Gilán tartományok felszámolása köthető. Uralkodásának jelentős építészeti emléke az iszfaháni Csehel Szotun (Negyven Oszlop) palota és a Hádzsu híd.
A horászáni Dámgán közelében, Hoszravábádban halt meg, és családjához hasonlóan a síita egyházi központban, Gomban temették el.

## Utódai

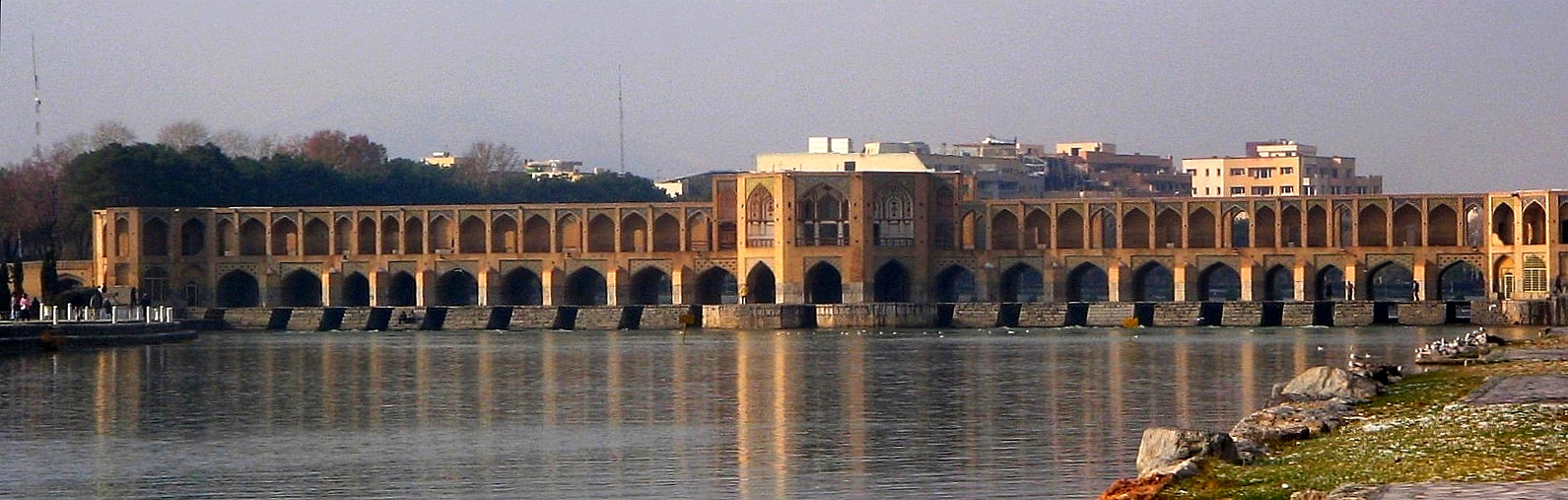
A Hádzsu hidat a Zájandén 1650 körül építették

Több feleségéről tudunk, többek között V. Vakhtung kartli grúz király egyik lányáról. Tőlük három fia és két lánya született, trónját végül a később I. Szulajmán sah néven ismertté vált, a cserkesz Nákijat Hánumtól született Szafi örökölte.

## Külső hivatkozások
- Christopher Buyers: The Royal Ark/Persia/Safawi Dynasty